# Hedychium tomentosum
Hedychium tomentosum är en enhjärtbladig växtart som beskrevs av Sirirugsa och Kai Larsen. Hedychium tomentosum ingår i släktet Hedychium och familjen Zingiberaceae. Inga underarter finns listade i Catalogue of Life.